# Hermann Kapler
Hermann Paul Kapler (* 2. Dezember 1867 in  Oels (Schlesien); † 2. Mai 1941 in Berlin) war ein deutscher Jurist und einflussreicher evangelischer Kirchenpolitiker.

## Leben
Nach dem Studium der Rechts- und Staatswissenschaften promovierte Kapler 1889 an der Universität  Berlin und arbeitete seit 1895 als „Hilfsarbeiter“ beim Berliner Konsistorium und Provinzialschulkollegium. 1901 wurde er ordentliches Mitglied im Evangelischen Oberkirchenrat (EOK) in Berlin, der Leitungsbehörde der Evangelischen Landeskirche der älteren Provinzen Preußens. Hier war er besonders für die Betreuung der evangelischen Auslandsgemeinden zuständig, war aber auch an der Erarbeitung des Lehrbeanstandungsgesetzes („Irrlehregesetz“) von 1910 wesentlich beteiligt.
1919 wurde Kapler nicht-theologischer Vizepräsident, 1925 Präsident des EOK der Evangelischen Kirche der Altpreußischen Union, wie sie nach der Staatsumwälzung hieß. Bis 1919 trug er den Titel Oberkonsistorialrat im Ev. Oberkirchenrat, ab 1920 ergänzt durch Weltlicher Vizepräsident. Sein größter Erfolg war der Abschluss eines Kirchenvertrags mit dem Freistaat Preußen 1931. Als EOK-Präsident war Kapler gleichzeitig Präsident des Deutschen Evangelischen Kirchenausschusses (des Exekutivorgans des Deutschen Evangelischen Kirchenbundes), dem er seit 1919 angehörte, und somit der höchste Repräsentant des Protestantismus in Deutschland. Trotz unterschiedlicher Auffassungen in der Kriegsschuldfrage spielte Kapler eine wichtige Rolle in der Ökumenischen Bewegung für praktisches Christentum (Life and Work). 1925 leitete er die deutsche Delegation bei der Weltkonferenz für praktisches Christentum in Stockholm. Schon 1922 hatte er bei einer Vorkonferenz in Hälsingborg den Satz geprägt, der später oft als Motto dieser Bewegung galt: Lehre trennt, Dienst eint.
Als im Frühjahr 1933 die Nationalsozialisten die Gleichschaltung der evangelischen Landeskirchen versuchten, leistete Kapler nur verhaltenen Widerstand. Als Vorsitzender eines Dreier-Ausschusses (mit August Marahrens und Hermann Albert Hesse) erarbeitete er im Auftrag des Deutschen Evangelischen Kirchenbundes eine neue Verfassung und kam den Wünschen der Regierung nach einer von einem Reichsbischof geleiteten Reichskirche weit entgegen. Nachdem gegen den zum Reichsbischof gewählten Pastor Friedrich Bodelschwingh eine heftige Kampagne lanciert wurde, trat Kapler am 8. Juni 1933 zermürbt zurück. Die Bestimmung eines Nachfolgers ohne Nachfrage bei der Regierung gab die Handhabe für die Einsetzung von August Jäger als Staatskommissar in der preußischen Kirche.
Der Kirchenhistoriker Kurt Meier bezeichnet Kapler zusammen mit Otto Dibelius und dem Vizepräsidenten des Evangelischen Oberkirchenrates Georg Burghart als Befürworter des reichsweiten Judenboykotts vom 1. April 1933, der mit etlichen Morden einherging.

## Schriften (Auswahl)
- Begriff und Wesen der conditio iuris. Lette-Verein, Berlin 1889 (Diss.).
- Die Neuregelung des Verfahrens bei Beanstandung der Lehre von Geistlichen in der preußischen Landeskirche. In: Preußisches Pfarrarchiv 2, 1910, S. 98–128.
- Zur Titelfrage im Irrlehregesetz. In: Deutsche Juristen-Zeitung 16, 1911, S. 1205ff.
- Die deutschen Schutzgebiete als Arbeitsfeld für den Gustav Adolf-Verein. Hinrichs, Leipzig 1913.
- (mit Hans Preuß): Luthertum um 1530 in Wort und Bild. Furche-Kunstverlag, Berlin [1930].
- Deutsche Evangelische Ausland-Diaspora und Deutscher Evangelischer Kirchenbund. Deutsches Evangelisches Kirchenbundesamt, Berlin-Charlottenburg 1930.